# Gyard
Gyard är ett vattendrag i Armenien. Det ligger i den sydöstra delen av landet, 170 kilometer sydost om huvudstaden Jerevan.
Trakten runt Gyard består i huvudsak av gräsmarker. Runt Gyard är det ganska glesbefolkat, med 42 invånare per kvadratkilometer.